# エウロペの略奪 (ティツィアーノ)
『エウロペの略奪』（エウロペのりゃくだつ、伊: Ratto di Europa, 英: The Rape of Europa）は、イタリアの盛期ルネサンスの巨匠ティツィアーノ・ヴェチェッリオが1559年から1562年にかけて制作した絵画である。この作品はティツィアーノがスペイン国王フェリペ2世のために制作した7点からなる神話画連作《ポエジア（詩想画）》の1つで、ユピテル（ゼウス）がフェニキアの王女エウロペを連れ去るギリシア神話の恋のエピソードを描いている。連作の最後に描かれた本作品は、連作中で最も保存状態がよく、現在はアメリカ合衆国マサチューセッツ州のイザベラ・スチュワート・ガードナー美術館に所蔵されている。

## 主題

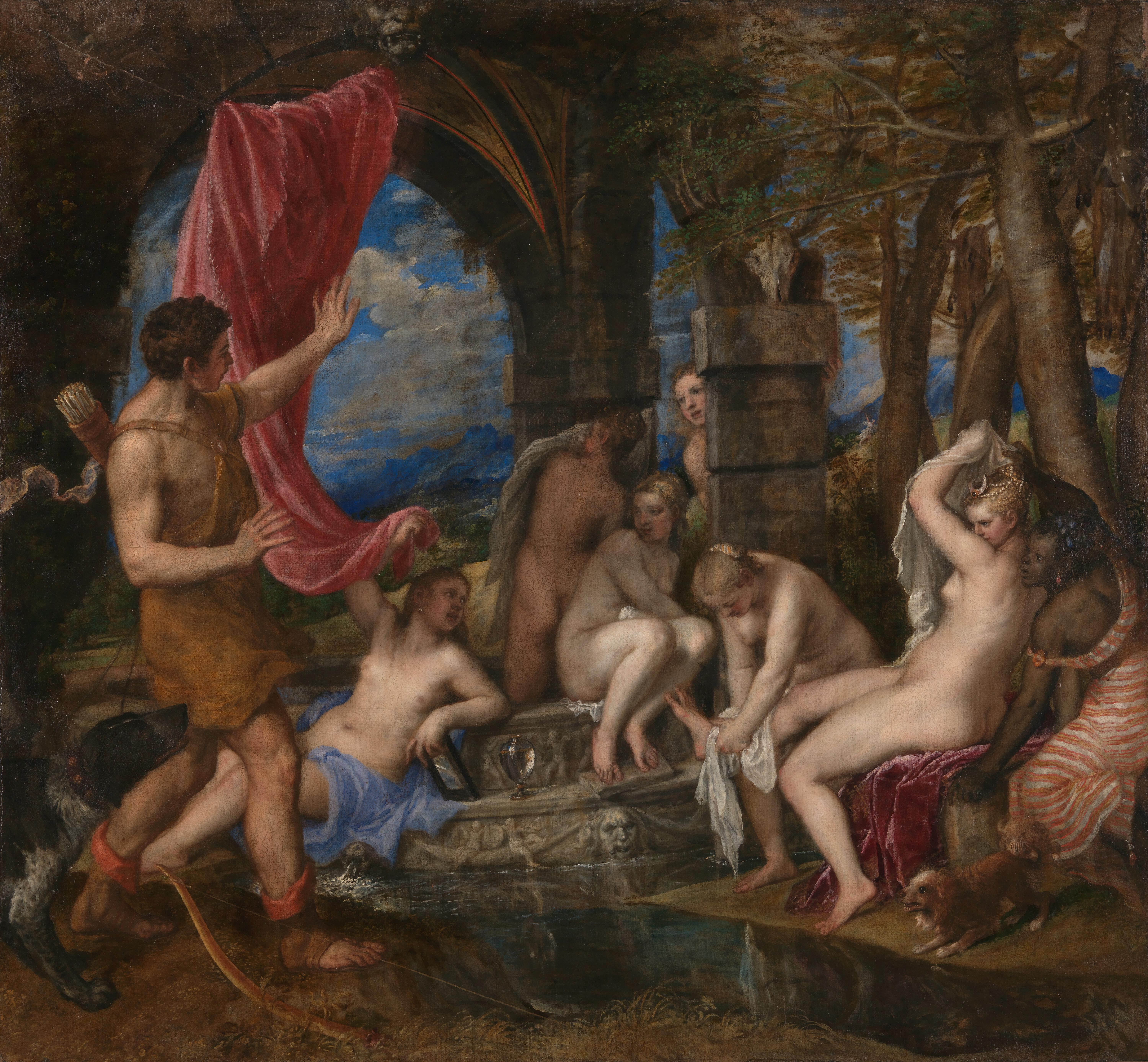
神話画連作の1つ『ディアナとアクタイオン』。アクタイオンに驚くアルテミスと従者たちの一瞬の情景を見事に描き出している。

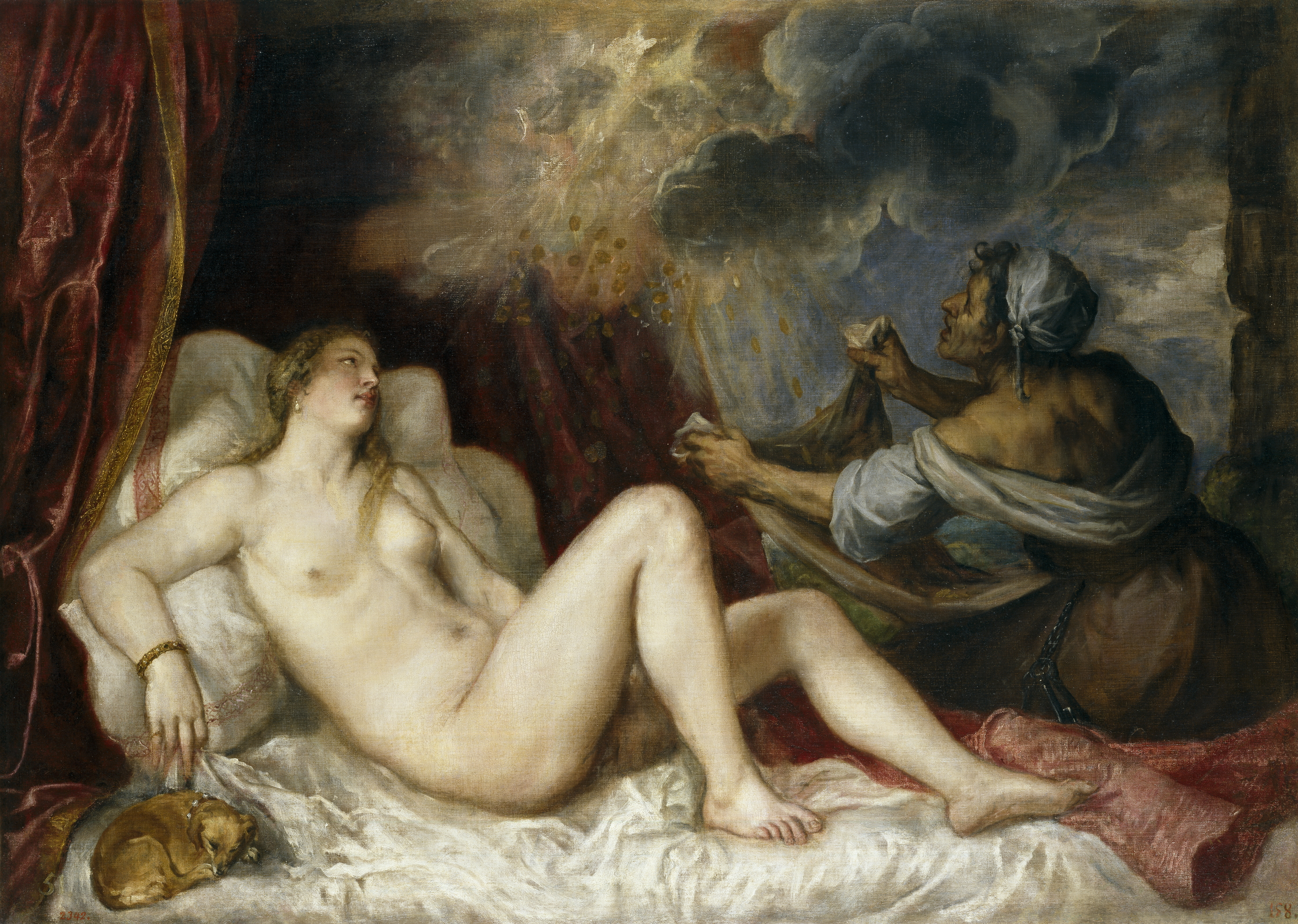
神話画連作の1つ『ダナエ』。
宙を見上げるダナエの表情は陶酔している。そのポーズは別角度から見るとエウロペのそれと似ている。マドリード、プラド美術館所蔵。

主題であるゼウスとエウロペの物語はオウィディウスの『変身物語』からとられている。『変身物語』はルネサンス以降、画家たちに多くの主題を提供したが、ティツィアーノが制作した《ポエジア》の7作品いずれも『変身物語』に由来している。
エウロペはフェニキアの古代都市テュロスの王女で、ゼウスは彼女を誘惑するために雪のように白い牡牛に変身して近づいたといわれる。牡牛を見たエウロペは最初は警戒していたが、牡牛があまりに美しく穏やだったので次第に心を許していき、勇気を出して牡牛の背に乗ってみた。すると牡牛は立ち上がって海に入っていき、海原を渡ってクレタ島に連れ去ってしまった。こうしてエウロペは正体を明かしたゼウスと関係を持つことになり、後のクレタ王ミノスをはじめ、サルペドン、ラダマンテュスの3子をその身に宿した。またその名前はエウロペが海を渡った西方の土地全体を指す言葉、すなわちヨーロッパの語源になった。彼女の父アゲノルは息子カドモスたちにエウロペの捜索を命じた。しかしカドモスはエウロペを発見することが出来ず、ギリシアに渡ってテーバイ王家を創始したと伝えられている。

## 制作経緯と背景
《ポエジア》はフェリペ2世の私室を飾るために依頼された。連作を《ポエジア》と名付けたのはティツィアーノ本人である。当初、ティツィアーノは『ペルセウスとアンドロメダ』（Perseo e Andromeda, 1554年-1556年）のペアリングとして『イアソンとメデイア』を予定していた。しかしこの作品は制作されず、代わりに『エウロペの略奪』が制作された。
エウロペの物語は中世において、祝婚、海上進出、領土拡大、子孫繁栄などの意味を持ち、その図像はしばしば政治的な意味を伴った。これはエウロペがゼウスに愛されて、海を渡り、クレタ王家の母となったことによる。ティツィアーノが制作を開始した1559年は依頼主のフェリペ2世にとって重要な年であり、1557年のサン＝カンタンの戦いでフランスに勝利したフェリペ2世は、1559年4月に締結されたカトー・カンブレジ条約によって60年にもおよぶイタリア戦争に終止符を打ち、フランスはイタリアの領土権を放棄、対してスペインはイタリアにおける覇権を確立した。またフェリペ2世はフランス国王アンリ2世の娘エリザベート・ド・ヴァロワと3度目の結婚をした。
フェリペ2世はこれまで結婚生活に恵まれなかった。最初の妻マリア・マヌエラは長男ドン・カルロスを生んですぐに死去した。また1553年にイングランド女王メアリー1世と2度目の結婚をしたとき、ティツィアーノは結婚式が行われたイングランドに『ヴィーナスとアドニス』（Venere e Adone, 1554年）を送ったが、2人は早々に別居生活に入った。これらの要因からティツィアーノはエウロペの物語を主題として選択した。ティツィアーノがフェリペ2世に『エウロペの略奪』の制作開始を伝えたのは条約締結後の1559年6月19日の手紙においてであり、画家はエウロペを連れ去ったゼウスにフェリペ2世を重ねることで、彼を讃えるとともに、その覇権と子孫の繁栄を願ったと考えられる。完成はその3年後で、ティツィアーノは1562年4月26日の手紙で絵画が完成したこと、『エウロペの略奪』が連作の最後の作品であることを伝えている。

## 作品

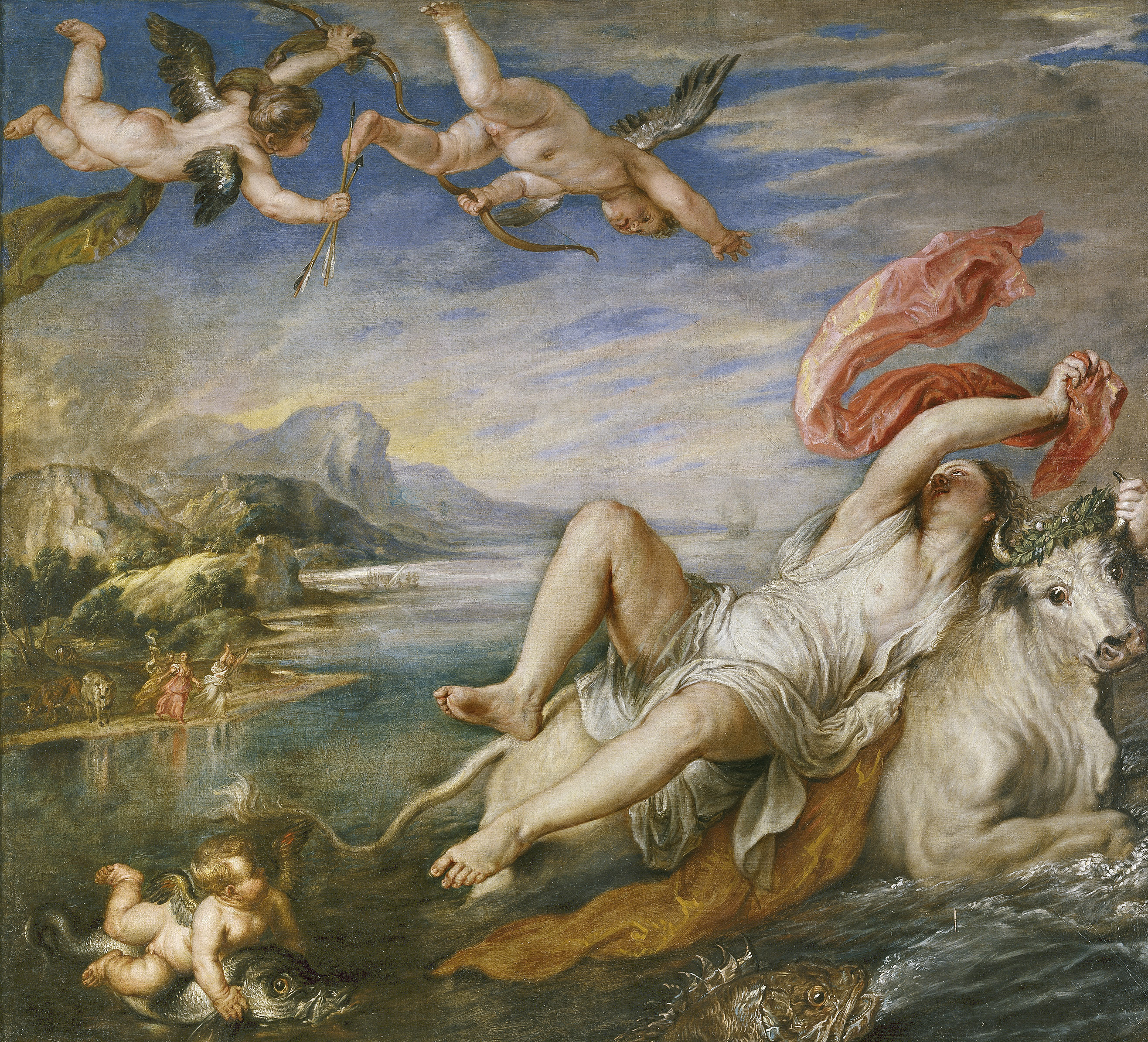
ピーテル・パウル・ルーベンスによる模写（1628年）。ティツィアーノの『エウロペの略奪』を見たルーベンスは「世界で最初の絵画だ」と言った。プラド美術館所蔵。

ティツィアーノはゼウスの変身した牡牛がエウロペを海原へ連れ出した場面を描いている。赤みを帯びた空は夕刻を示し、夜が近いことが表現されている。エウロペは陸に向かって自分の所在を知らせようとヴェールを振っており、海岸にはそれを見た侍女たちの驚き慌ている姿が描かれているが、すでにその姿は小さく、エウロペが陸から遠く離れてしまったことが分かる。
エウロペの衣服はひどく乱れており、不安定な体勢で牡牛の背中に乗る姿は彼女の驚きと混乱を物語っている。その表情は怯え、特に顔にかかった腕の影が彼女の警戒心を強めているが、その半面、官能性を湛えている。ドイツの美術史家エルヴィン・パノフスキーはエウロペのポーズに『ダナエ』との類似を認め、ティツィアーノの怖れと陶酔の表現を見出した。エウロペが右腕をクピド（エロス）の愛の矢を避けるようにかざしているのに対し、左腕を牡牛の首に回して角を握りしめているのは彼女の相反する心理によるものである。こうした表現によってティツィアーノはエウロペの切迫した状況とその複雑な心理を描くとともに、クレタ島でゼウスに愛される未来を1枚の絵の中で表現することに成功している。
これは『変身物語』の内容とかなり異なっている。『変身物語』では海上のエウロペについて、怖くなって岸を振り返ったことや、右手で角をつかみ、左手を牛の背中に置いて自身の身体を支えていたことなどを簡潔に述べるにとどまっている。オウィディウスはエウロペがゼウスの策略によって心を許していく過程を描くことに重点を置いており、海に出た後のエウロペを描くことは彼の関心の外にあった。
この点で指摘されているのがルネサンス期のイタリア芸術に影響を与えたアンジェロ・ポリツィアーノ（1454-1494）の詩『ジュリアーノ・デ・メディチの馬上槍試合のためのスタンザ』におけるエウロペの描写である。ポリツィアーノの詩はオウィディウスの影響が認められる半面、遠ざかる海岸を見つめるエウロペの内面が描写され、さらに海岸でエウロペを発見して悲しむ侍女たちの姿が追加されている。ドイツ、ルネサンス期の巨匠アルブレヒト・デューラーはティツィアーノよりも半世紀以上早い1495年に、牡牛によって略奪されるエウロペの姿を素描しているが、そこにポリツィアーノの影響が見い出せると指摘されている。面白いことにティツィアーノの画面構成はデューラーの素描とよく似ており、画面の右側手前に牡牛に乗るエウロペ、左側奥に海岸で慌てている侍女たち、エウロペの近くにイルカに乗ったプットーを 配置している。一方、ポリツィアーノの詩にないクピドやプットーについては、1550年に翻訳された古代アレクサンドリアのアキレウス・タティウスの小説『レウキッペとクレイトポン』におけるエウロペの描写の影響を指摘する向きもある。
エウロペと関連して、ゼウスもまた彼女の混乱ぶりに冷静さを失っていることが指摘されている。牡牛は瞳を見開いて後ろを振り返り、尻尾をイルカに乗ったプットーに向かって伸ばし、助けを求めている。牡牛の尻尾はもともとエウロペの方を向いていたが、後で現在の形に描き直された。
もう1つ特筆すべき点としてエウロペの肉体の描写が挙げられる。ティツィアーノはこの作品でエウロペの豊満な肉体の質感、とりわけ太股のしわやたるみを描き出すことに努めた。当時の絵画において肉体の欠点は削ぎ落され理想化されるべきものだが、ティツィアーノはあえてそれに反している。これは後のピーテル・パウル・ルーベンスに通じるものがあるため、ルーベンスの登場を予告しているといわれている。

## 影響

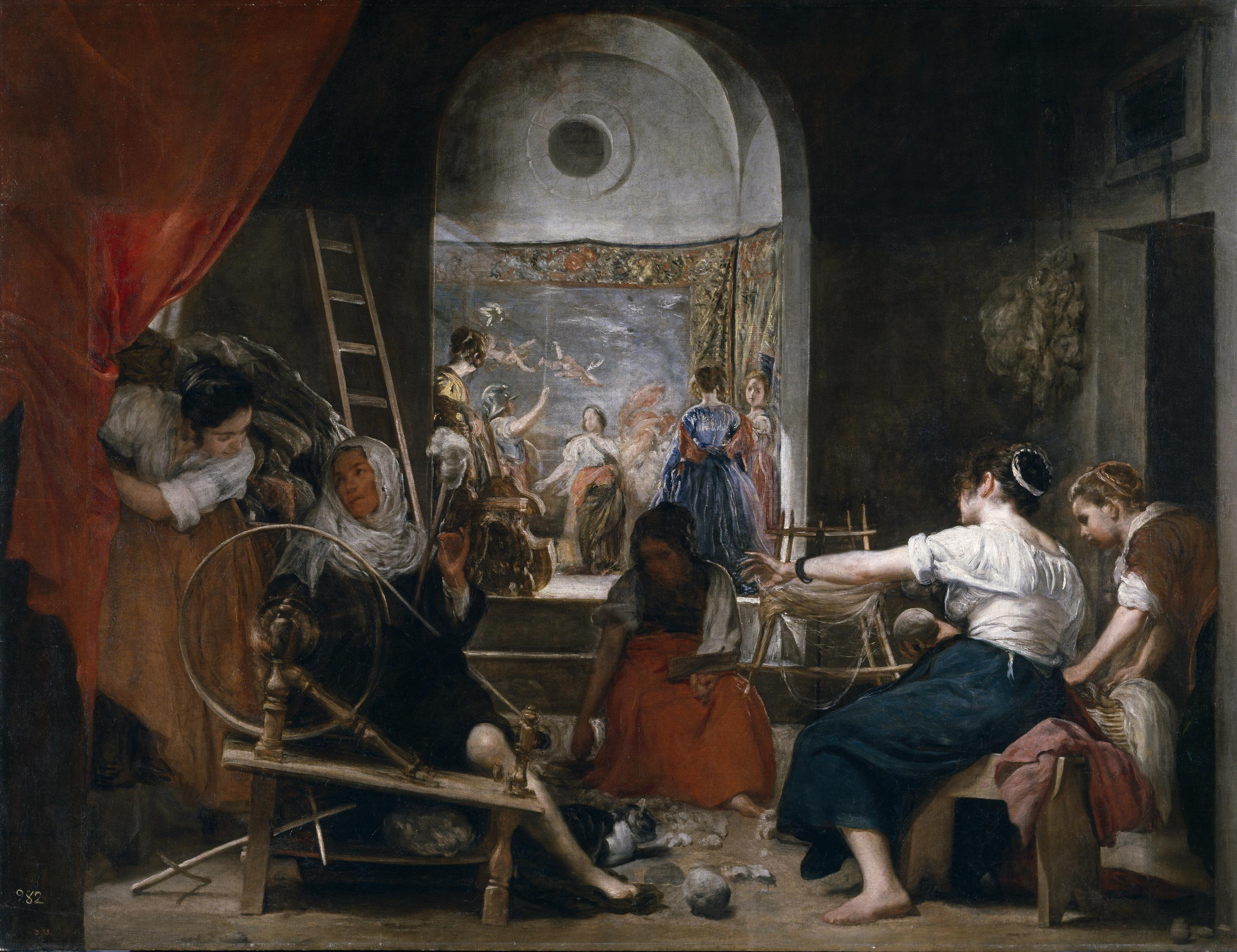
ディエゴ・ベラスケスの1655年頃から1660年頃の絵画『アラクネの寓話 (織女たち)』。画面奥にアラクネの織り上げたタペストリーが飾られ、その前でアラクネが今まさにアテナによって罰せられようとしている。プラド美術館所蔵。

《ポエジア》連作の最後に描かれた『エウロペの略奪』は、1562年4月に完成するとその年のうちにスペインに送られ、18世紀にフランスに渡るまでの間、スペイン王宮のアルカサスに飾られていた。その間、『エウロペの略奪』は2人の重要な画家によって描かれている。1人はフランドルの巨匠ピーテル・パウル・ルーベンス、もう1人はルーベンスよりも若いスペインの巨匠ディエゴ・ベラスケスである。

### ルーベンス
ルーベンスは本作品をもとに『エウロペの略奪』（El Rapto de Europa, 1628年）を制作した。ルーベンスは1628年から1629年にかけて、外交官としてネーデルランドとスペイン、イングランドの間に平和をもたらすためスペインを再訪していたが、当時、ティツィアーノに傾倒していたルーベンスはこの機会にスペイン王室が所有するティツィアーノのコレクションを模写した。『エウロペの略奪』はこのときの作品で、構図や細部の筆致などかなり忠実に模写している。ルーベンスは多数の模写を残したことでも知られるが、この作品は最も忠実に模写されたものの1つであり、彼の関心の高さがうかがえる。模写はルーベンスの死後も彼の遺産としてフランドルにあったことが知られており、その後フェリペ4世に購入されてスペインに渡り、現在はプラド美術館に所蔵されている。

### ベラスケス
一方、ベラスケスは晩年の作品『アラクネの寓話 (織女たち)』（Las Hilanderas, 1655年, プラド美術館所蔵）の中にティツィアーノの『エウロペの略奪』を描き込んでいる。この作品はギリシア神話で女神アテナと機織りの技を競ったアラクネのエピソードを扱っており、画面奥にアラクネが織り上げたタペストリーとして『エウロペの略奪』が描かれている。アテナによって罰せられようとしているアラクネに隠れているため、エウロペの全身のポーズは確認できないが、上半身と空を飛ぶクピドの姿は一致しており、ティツィアーノの影響が認められる。スペインの宮廷画家としてティツィアーノとルーベンスの画業に大きな影響を受けて大成したベラスケスのこの作品は、『エウロペの略奪』を描いた2人の巨匠に対する画家のオマージュだと言えるだろう。

## 来歴

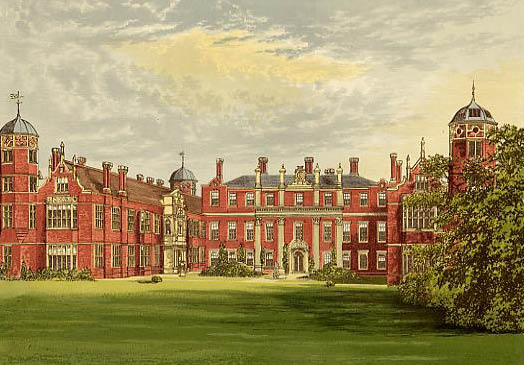
1880年頃のコブハム・ホール。

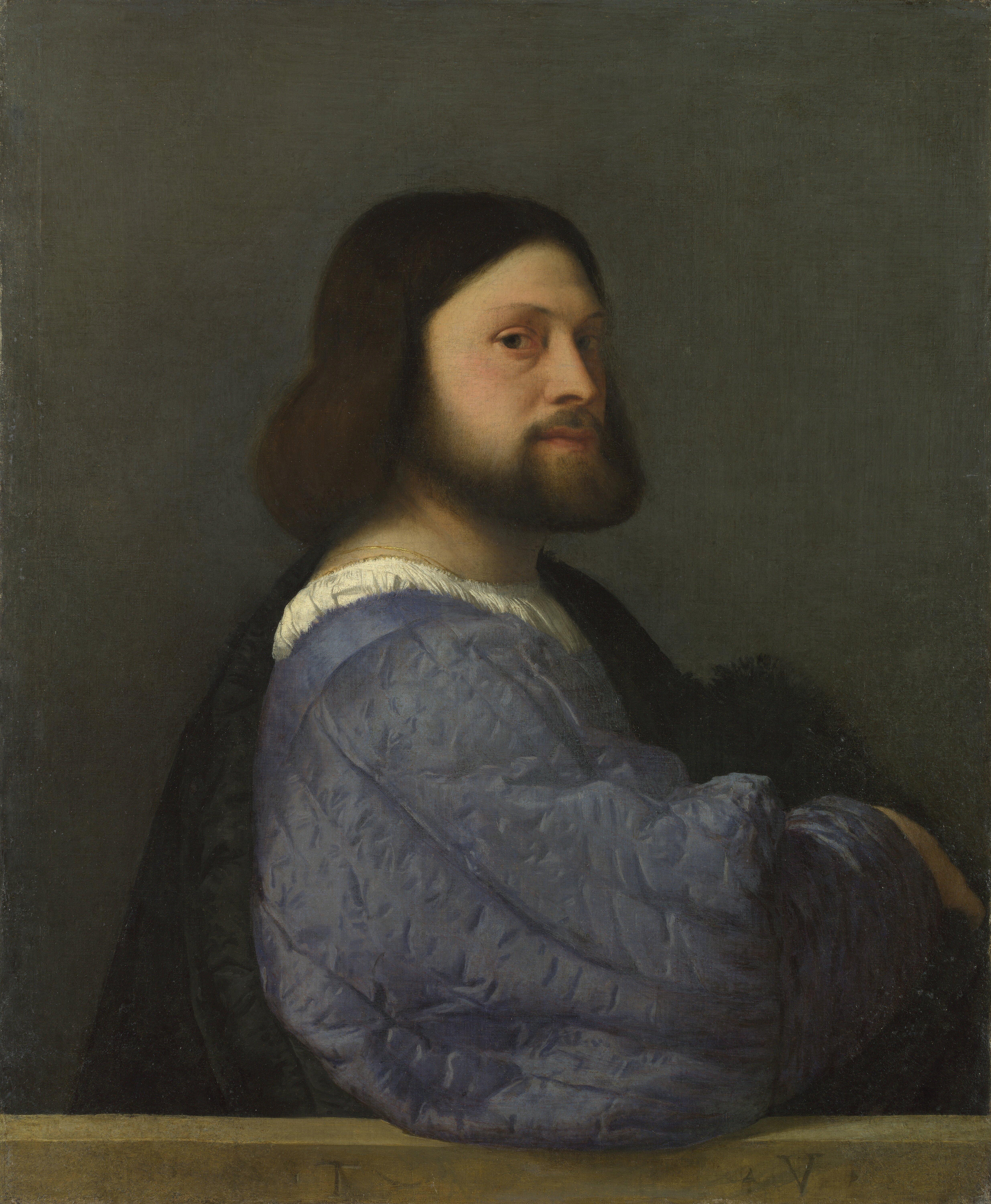
ティツィアーノが1510年頃に描いた肖像画『男の肖像』。1824年頃にはダーンリー伯が所有しており、その後美術商ドナルドソンのコレクションを経てロンドン・ナショナル・ギャラリーが30.000ポンドで購入した。

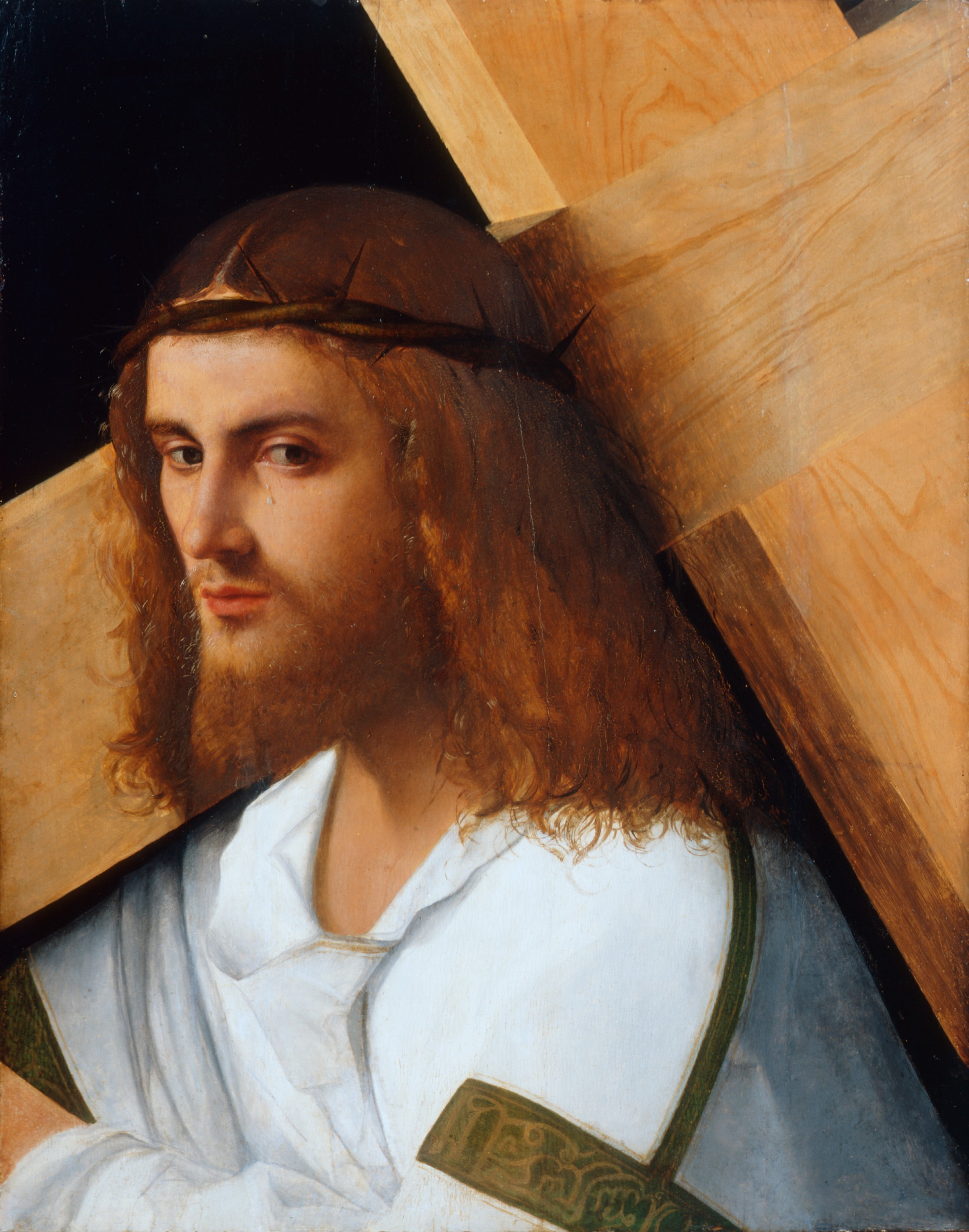
ジョヴァンニ・ベッリーニの絵画『十字架を運ぶキリスト』（1505年-1510年頃）。ガードナー夫人はこの絵画を1896年に購入した。イザベラ・スチュワート・ガードナー美術館所蔵。

アルカサスに飾られていた『エウロペの略奪』は、その後スペイン継承戦争のただ中にあった1704年、フェリペ5世によって『ディアナとアクタイオン』（Diana e Atteone, 1556年-1559年）、『ディアナとカリスト』（Diana e Callisto, 1556年-1559年）とともに在スペインフランス大使である後の第4代グラモン公アントワーヌ5世・ド・グラモンに贈られた。フランス大使によってフランスにもたらされたティツィアーノの絵画は、オルレアン公フィリップ2世の膨大なオルレアン・コレクションに加わることになり、《ポエジア》のうち実に5作品がフランスの地で揃うことになった。
ところがフリップ2世の曾孫にあたるオルレアン公ルイ・フィリップ2世は、フランス革命によって1793年に処刑されるまでの間にオルレアン・コレクションを売却してしまった。その結果、ティツィアーノの絵画はロンドンでオークションにかけられることになり、『ディアナとアクタイオン』および『ディアナとカリスト』は石炭王として知られる第3代ブリッジウォーター公フランシス・エジャートンに、『エウロペの略奪』は第4代ダーンリー伯ジョン・ブライに売却された。ダーンリー伯は他にもオルレアン・コレクションに含まれていたパオロ・ヴェロネーゼの『四つの愛の寓意』（L'allegoria dell'amore, 1570年頃）を、1831年にはティントレットの『天の川の起源』（L'origine della Via Lattea, 1575年）を購入している。またティツィアーノに関しては『エウロペの略奪』のほかにも『男の肖像』（Ritratto d'uomo, 1510年頃）と『ヴィーナスとアドニス』（Venere e Adone, 1520年頃）を所有していた。これらの絵画はダーンリー伯のコレクションとして、ケント州コブハムのコブハム・ホールを飾った。

### イギリスからアメリカへ
19世紀後半、当時の第6代ダーンリー伯ジョン・ブライ は1870年代のイギリス農業恐慌の煽りを受け、伯爵家のコレクションを手放そうと考えた。この機会に絵画を購入したのがロンドン・ナショナル・ギャラリーで、1890年にティントレットの『天の川の起源』を1,310ポンドと10シリング、ヴェロネーゼの『四つの愛の寓意』を5,000ポンドで購入し、さらに1904年にはサー・ジョージ・ドナルドソンの手に渡っていた『男の肖像』を30,000ポンドで購入した。しかしそれにもかかわらず、ナショナル・ギャラリーは最も重要な絵画『エウロペの略奪』を購入する機会を逃した。1894年、ダーンリー伯は『エウロペの略奪』を15,000ポンド（5,000ポンドの三回払い）で売却する準備を進めており、彼の叔母エリザベスの夫で美術史家のライオネル・カストはそのことを密かにナショナル・ギャラリーに知らせていた。これに対しナショナル・ギャラリーの反応は芳しくなかった。ナショナル・ギャラリーはこのときすでに『貢の銭』（Cristo della moneta, 1568年）、『ノリ・メ・タンゲレ』（我に触れるな, Noli me tangere, 1511年頃）、『バッカスとアリアドネ』（Diana e Arianna, 1520年-1523年）といったティツィアーノの優れたコレクションを持っていた。加えて当時はまだティツィアーノ晩年の作品群に対する評価が定まっておらず、画家の大胆な筆使いは大雑把で荒いものと見なされており、ナショナル・ギャラリーの『エウロパの略奪』に対する評価は決して高いものではなかった。このためダーンリー伯の提示額を法外と判断したのだろう、ナショナル・ギャラリーは絵画の購入を断念した。

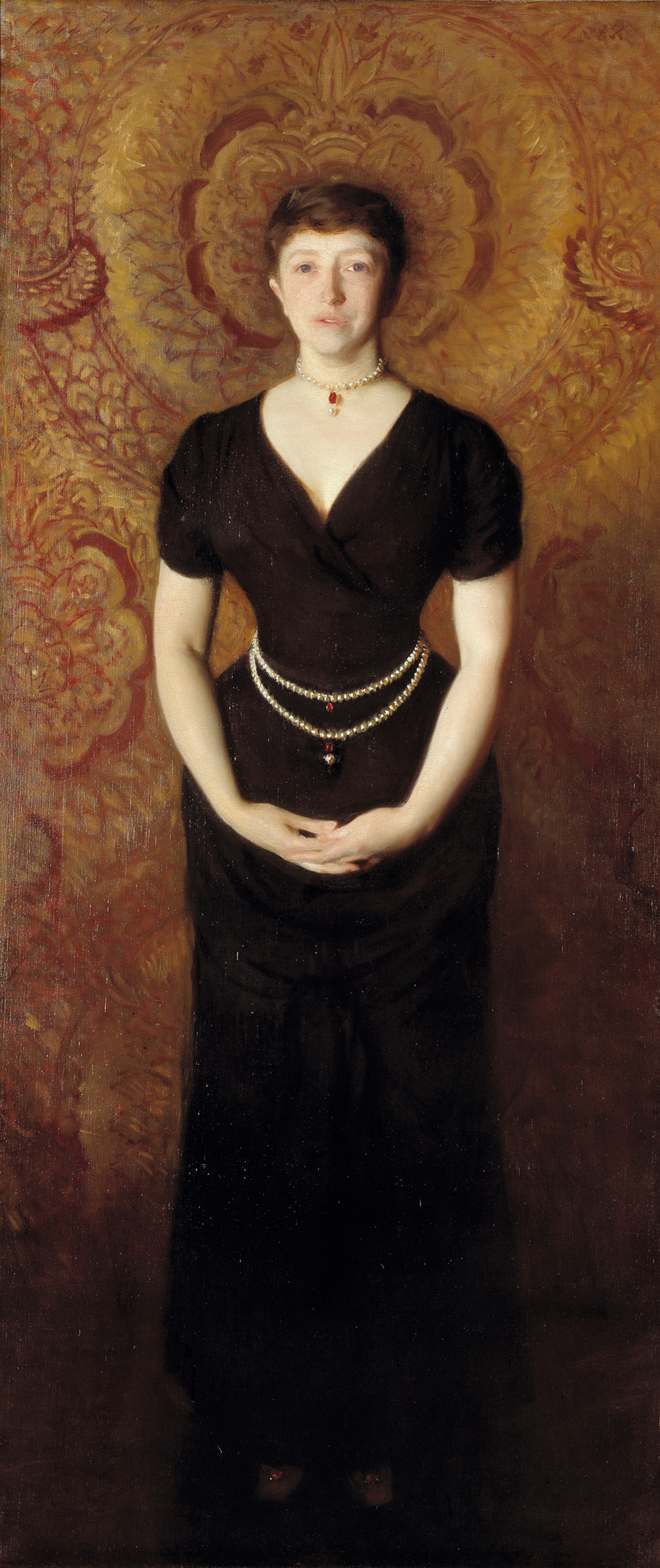
ジョン・シンガー・サージェントによる『イザベラ・スチュワート・ガードナーの肖像』（1888年）。同美術館所蔵。

それから2年が経った1896年、アメリカ合衆国、ボストン出身のイザベラ・スチュワート・ガードナー夫人は後の美術史家バーナード・ベレンソンの仲介で、ダーンリー伯から『エウロペの略奪』を購入することに成功した。夫人は1891年にリネンの商売で財を成した父の遺産を相続して以降、精力的に美術品を収集しており、『エウロペの略奪』は夫人のコレクション中でも特に重要な絵画だった。この出来事は当時のアメリカ経済の発展を象徴している。ガードナー夫人はダーンリー伯が提示した20,500ポンド をためらうことなく支払ったので、価格交渉に臨むはずだった他の収集家たちから反感を買った。ガードナー夫人は絵画が届いた喜びをベレンソン宛ての手紙に記している。
その後、ガードナー夫人は夫が急逝した1898年、2人で計画していたコレクションを公開するための美術館の設立を実行に移した。建設に4年、夫人による展示のレイアウトに1年を要したイザベラ・スチュワート・ガードナー美術館は1903年に開館し、多くのコレクションとともに『エウロペの略奪』も収蔵された。現在、『エウロペの略奪』は美術館3階のティツィアーノ・ルームで、夫人が愛した絵画の1つ、ジョヴァンニ・ベッリーニの『十字架を運ぶキリスト』（Cristo portacroce, 1505年-1510年）とともに展示されている。

## その他のポエジア
本作品以外の《ポエジア》連作の制作年代と現在の所在地は以下の通り。
- 『ダナエ』 - 1551年から1553年の作、 プラド美術館所蔵。
- 『ヴィーナスとアドニス』 - 1553年から1554年の作品、プラド美術館所蔵。
- 『ディアナとアクタイオン』 - 1556年から1559年の作品、スコットランド国立美術館所蔵。
- 『ディアナとカリスト』 - 1556年から1559年の作品、スコットランド国立美術館所蔵。
- 『アクタイオンの死』 - 1559年頃の作品、ロンドン・ナショナル・ギャラリー所蔵。
- 『ペルセウスとアンドロメダ』 - 1562年頃の作品、ウォレス・コレクション所蔵。

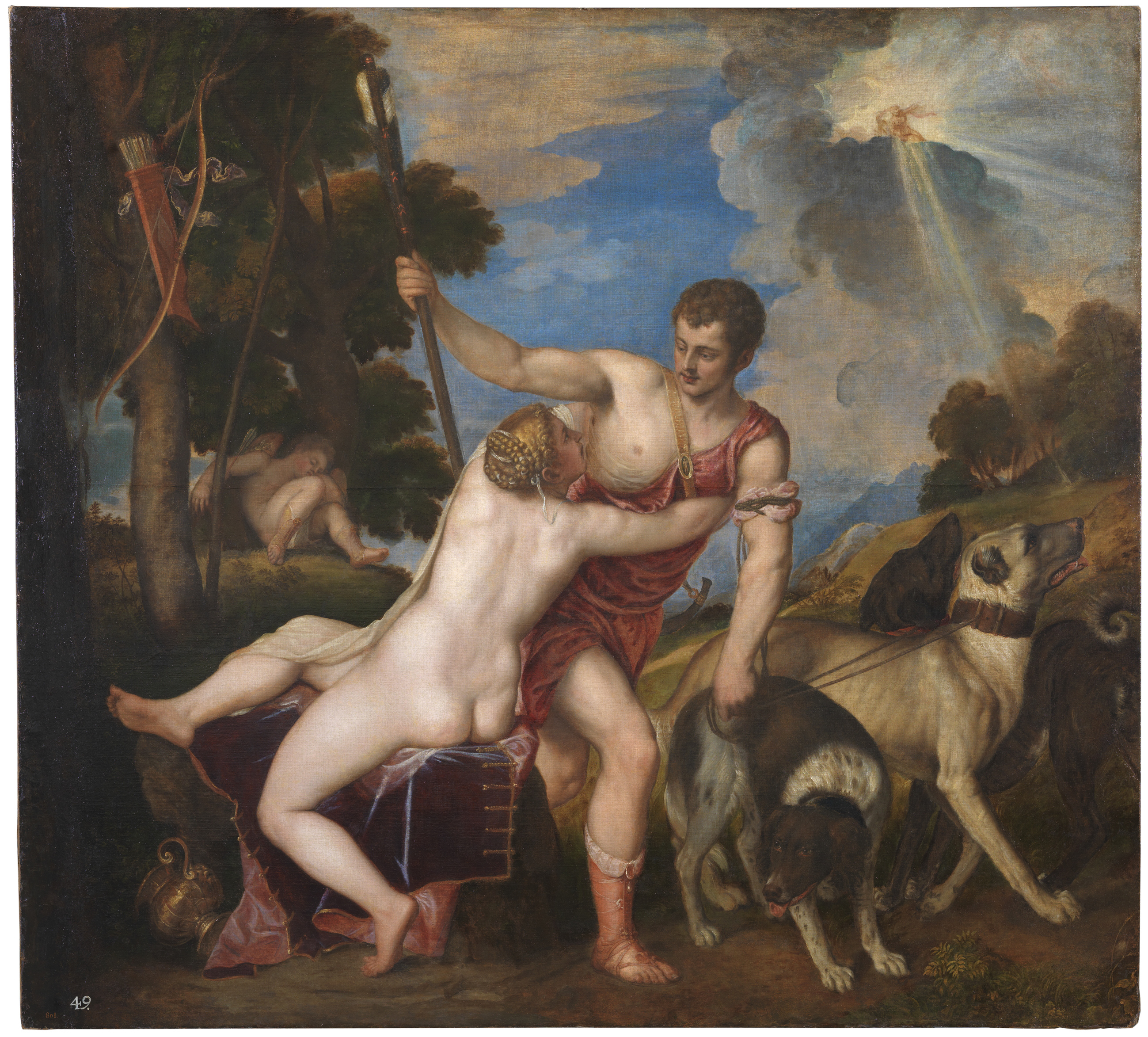
『ヴィーナスとアドニス』
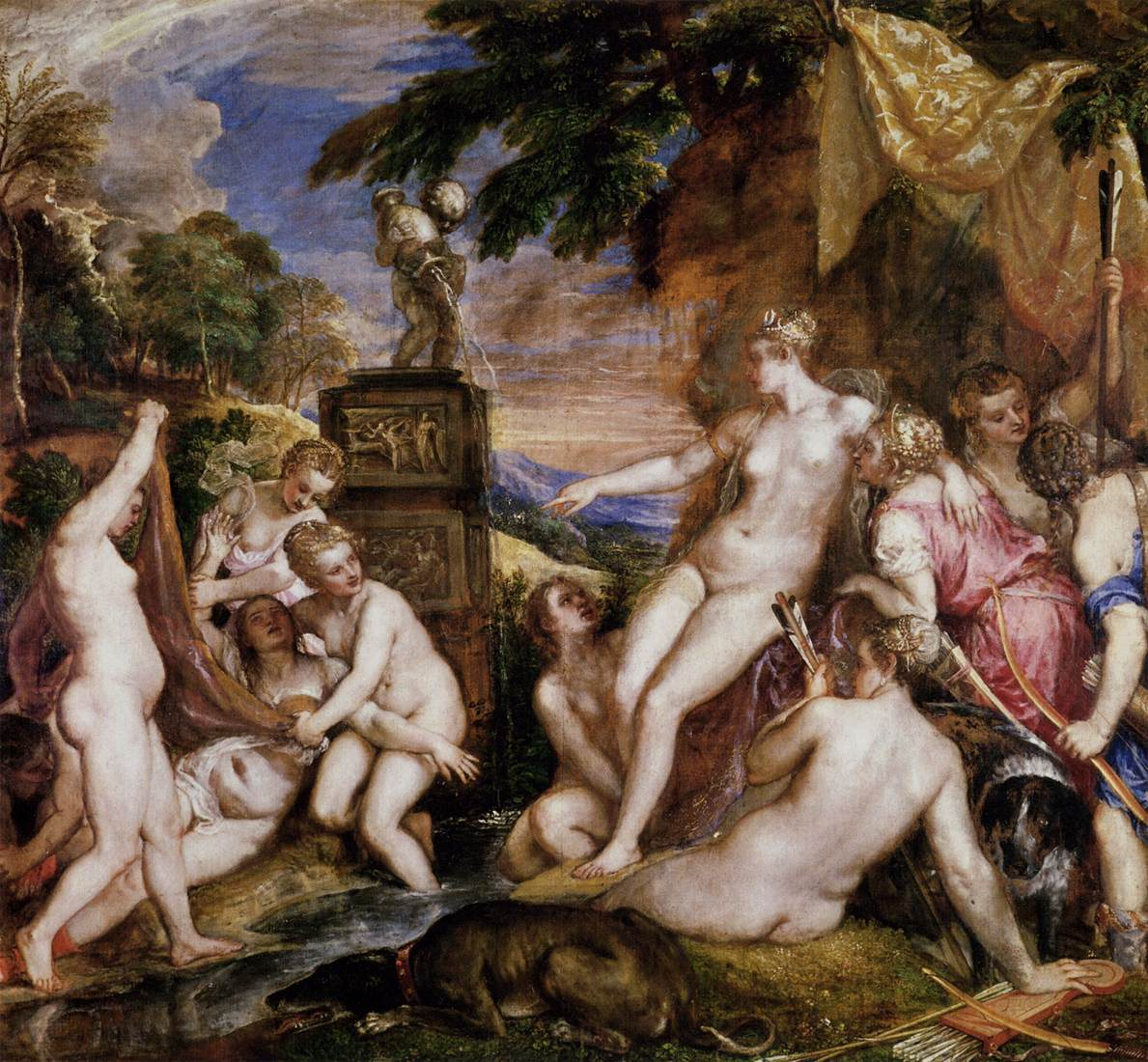
『ディアナとカリスト』
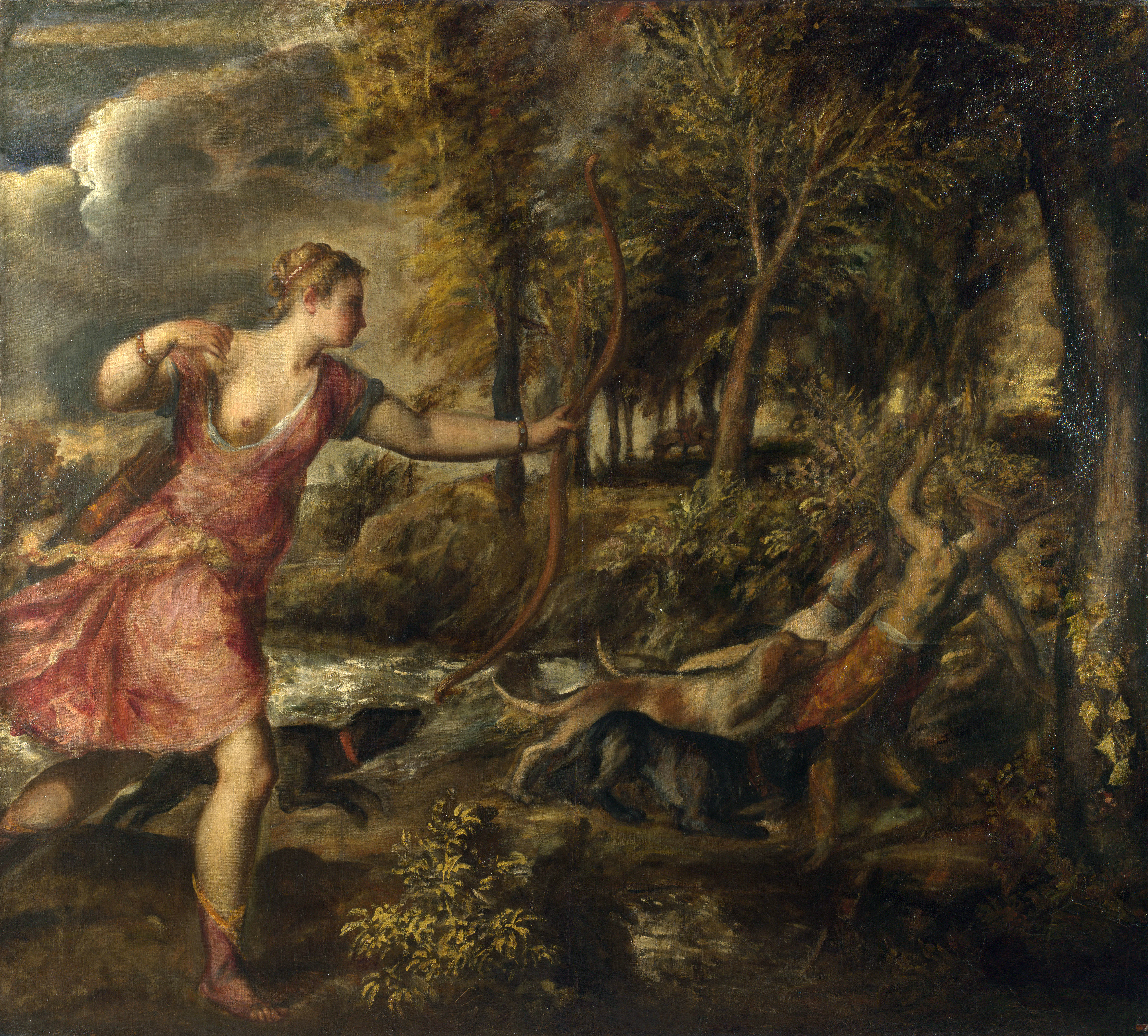
『アクタイオンの死』
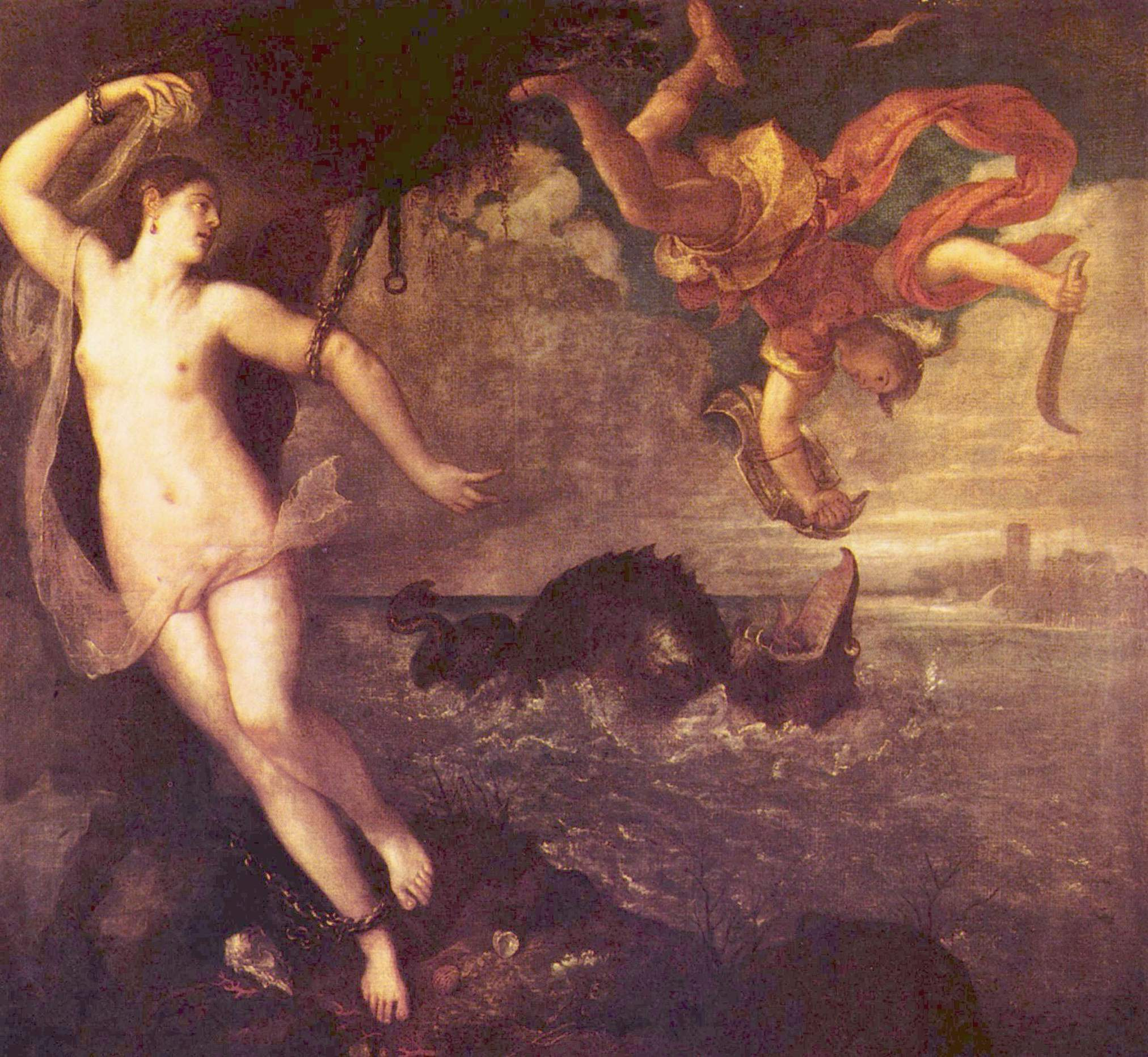
『ペルセウスとアンドロメダ』